# 뤼드베리 상수
뤼드베리 상수 또는 리드버그 상수(Rydberg 常數)는 {\displaystyle R_{\infty }} or {\displaystyle R_{H}}를 말하며, 스웨덴의 물리학자 요하네스 뤼드베리의 이름을 따서 만들어졌다. 이 값은 수소의 스펙트럼 공식(뤼드베리 공식)을 위해 만들어진 것이다. 원자핵의 질량이 전자보다 훨씬 크다는 가정 아래에 만들어졌다.
뤼드베리 상수 {\displaystyle R_{\infty }={\frac {m_{\text{e}}e^{4}}{8{\varepsilon _{0}}^{2}h^{3}c}}=1.0973\;731\;568\;539(55)\times 10^{7}\,{\text{m}}^{-1}}
여기서 {\displaystyle m_{\text{e}}}는 전자의 정지 질량, {\displaystyle e}는 기본 전하량, {\displaystyle \varepsilon _{0}}는 자유 공간에서의 유전율, {\displaystyle h}는 플랑크 상수, 그리고 {\displaystyle c}는 진공에서의 광속이다.
이를 사용하면 일련의 스펙트럼을 표현하는 식에서 파수(단위 길이당의 파수)를 구할 수 있다. 또 여기에 빛의 속도(C)를 곱하면 스펙트럼선에 해당하는 진동수를 구할 수 있다.

## 보어 모델에서의 뤼드베리 상수
뤼드베리 상수는 보어의 원자모델에서도 유도될 수 있는데,
{\displaystyle h\nu =E_{1}-E_{2}} :에너지 차이--1
{\displaystyle mvr=n{\frac {h}{2\pi }}} :가정(각 운동량이 {\displaystyle {\frac {h}{2\pi }}}의 정수배이다.)--2
{\displaystyle {\frac {Ze^{2}}{4\pi \varepsilon _{0}r^{2}}}={\frac {m_{e}v^{2}}{r}}} :전자기력=구심력--3
2의 식으로 3의 식을 나누면
{\displaystyle {\frac {v}{r^{2}}}={\frac {Ze^{2}}{2nh\varepsilon _{0}r^{2}}}}
{\displaystyle v={\frac {Ze^{2}}{2nh\varepsilon _{0}}}}
{\displaystyle r={\frac {\varepsilon _{0}n^{2}h^{2}}{\pi Ze^{2}m_{e}}}}
{\displaystyle E={\frac {1}{2}}mv^{2}-{\frac {Ze^{2}}{4\pi \varepsilon _{0}r}}=-{\frac {Z^{2}e^{4}m_{e}}{8\varepsilon _{0}^{2}h^{2}n^{2}}}}
1식에서 {\displaystyle \nu =-{\frac {Z^{2}e^{4}m_{e}}{8\varepsilon _{0}^{2}h^{3}}}({\frac {1}{m^{2}}}-{\frac {1}{n^{2}}})} (n>m 은 양의 정수)
{\displaystyle {\frac {1}{\lambda }}=-{\frac {Z^{2}e^{4}m_{e}}{8\varepsilon _{0}^{2}h^{3}c}}({\frac {1}{m^{2}}}-{\frac {1}{n^{2}}})}
수소에서의 뤼드베리 상수이므로 Z=1, {\displaystyle \therefore R_{\infty }={\frac {e^{4}m_{e}}{8\varepsilon _{0}^{2}h^{3}c}}}